# Titan (maan)
Titan of Titaan is de grootste maan van Saturnus, en op Ganymedes na de grootste van het zonnestelsel. Het is de enige maan waarvan bekend is dat deze een atmosfeer heeft die dichter is dan die van de Aarde, en het is het enige bekende hemellichaam in de ruimte – afgezien van de Aarde – waarvoor duidelijk bewijs bestaat dat er stabiele vloeibare materie voorkomt op het oppervlak. Titan wordt vaak omschreven als een planeetachtige maan; hij is 50% groter dan de maan van de Aarde en 80% massiever. Met een diameter van 5150 km is zij groter dan de planeet Mercurius. 
Titan bestaat voornamelijk uit ijs en rotsachtig materiaal, met een vaste kern van silicaat die omgeven wordt door verschillende lagen ijs en ammoniak-bevattend vloeibaar water. Het geologisch jonge oppervlak van Titan is overwegend glad, met weinig inslagkraters, hoewel er wel bergen en verschillende cryovulkanen zijn aangetoond. De atmosfeer van Titan is nevelig en bestaat voornamelijk uit stikstof en methaan. Het klimaat, dat wind en regen kent, heeft oppervlaktekenmerken gecreëerd die zeer vergelijkbaar zijn met die van de Aarde, zoals duinen, rivieren, meren en zeeën. De zeeën bestaan vermoedelijk uit vloeibaar methaan en ethaan.
De Nederlandse sterrenkundige Christiaan Huygens ontdekte Titan in 1655 met behulp van een telescoop die zijn broer Constantijn had gebouwd. Huygens noemde de maan Saturni Luna, Saturnusmaan. De Engelsman John Herschel doopte de maan in 1847 om tot Titan. Doordat de dikke atmosfeer het oppervlak van Titan permanent aan het zicht onttrekt, komt de kennis over deze Saturnusmaan vooral van het bezoek van ruimtesondes zoals de Voyagers en Cassini-Huygens.

## Structuur
Titan is de enige maan in het zonnestelsel met een dichte atmosfeer. Het bezoek van de Voyager 1 leerde dat het oppervlak permanent schuilgaat onder de 900 km dikke atmosfeer die een druk heeft van 1,5 bar aan het oppervlak, dat wil zeggen ongeveer anderhalfmaal de luchtdruk op Aarde. Tot 1980 werd vanwege deze dichte atmosfeer, die een deel van de maan zelf leek, aangenomen dat Titan de grootste maan in het zonnestelsel was.

Inwendige structuur van Titan, met verschillende lagen ijs en een ondergrondse laag van vloeibaar water en vloeibaar ammoniak. De atmosfeer is dik en nevelig.

Qua massa en omvang is Titan wel te vergelijken met de twee grootste manen van Jupiter: Ganymedes en Callisto. Titan mag dan wel iets groter uitvallen dan de planeet Mercurius, hij bezit maar half zoveel massa. Op grond hiervan wordt vermoed dat Titan voor ongeveer de helft uit bevroren water en ammoniak bestaat. Waarschijnlijk bevindt zich onder de oppervlakte een oceaan van ammoniak en vloeibaar water, waar in principe enige vorm van leven mogelijk zou kunnen zijn. Het oppervlak zelf is in geologisch opzicht jong en ligt bezaaid met ijs van koolwaterstoffen.
De kern van Titan is rotsachtig en bestaat uit silicaten en metalen en is zo'n 3800 km in diameter. De structuur van Titan lijkt daarmee sterk op die van de andere Saturnusmanen Dione en Enceladus, maar als gevolg van gravitationele compressie heeft Titan een hogere gemiddelde dichtheid. De zwaartekracht aan het oppervlak van Titan is ongeveer één zevende van de Aardse zwaartekracht. Hoewel Titan groter is dan onze Maan is de zwaartekracht er aan het oppervlak iets zwakker. Dit komt doordat Titan voor een groot deel uit ijs bestaat, wat een relatief lage dichtheid heeft vergeleken met het gesteente en de metalen waaruit de Maan is opgebouwd.
De buitenste laag of korst bestaat waarschijnlijk uit ijs in de hexagonale kristalvorm. Volgens modellen voor het inwendige van Titan bevindt er zich onder deze korst een maximaal 200 km diepe oceaan van vloeibaar water en vloeibaar ammoniak. Dankzij de aanwezigheid van vloeibaar ammoniak zou het water hier zelfs bij −19 °C vloeibaar kunnen blijven. Wetenschappers hoopten met behulp van Cassini definitief bewijs voor deze oceaan te vinden door het zwaartekrachtsveld en magnetische afwijkingen te meten. Door Cassini waargenomen Extremely Low Frequency-radiogolven in de atmosfeer van Titan zijn de eerste aanwijzingen dat de oceaan echt bestaat, omdat het heel goed mogelijk is dat deze radiogolven in werkelijkheid afkomstig zijn van het grensgebied tussen de ijskorst en het vloeibare gedeelte in het inwendige van Titan.

## Baan en draaiing

Titans baan (aangegeven in rood) tussen de overige grotere binnenmanen van Saturnus. De manen buiten de baan van Titan zijn (van links naar rechts) Iapetus en Hyperion; de manen binnen de baan van Titan zijn Dione, Tethys, Enceladus en Mimas.

Titan draait in 15 dagen en 22 uur om Saturnus. Dit is zoals dat ook bij de Maan van de Aarde het geval is ongeveer gelijk aan de omwentelingsperiode van Titan om zijn as. Dit is een normaal verschijnsel bij natuurlijke satellieten die zich in een stabiele baan rond een planeet bevinden. Getijdenkrachten veroorzaken interne wrijving, waarbij rotatie-energie zich omzet in interne warmte. Een maan gaat zich verder van zijn planeet af bewegen en de aswentelingperiode benadert steeds meer de omwentelingsperiode. Er bestaat een speciale Darische kalender om de tijd op Titan bij te houden.
De baanexcentriciteit van Titan bedraagt 0,0288, en de baan helt 0,348° ten opzichte van de evenaar van Saturnus. Gezien vanaf de Aarde staat Titan tijdens grootste elongaties ongeveer 20 Saturnus-boogstralen (net iets meer dan 1,2 miljoen kilometer) van Saturnus en vertoont een schijf met een hoekdiameter van 0,8 boogseconden.
Titan heeft de kleine, onregelmatig gevormde satelliet Hyperion gevangen in een 3:4 baanresonantie. Dit wil zeggen, dat Hyperion drie keer rond Saturnus draait in dezelfde tijd dat Titan vier omwentelingen rond Saturnus beschrijft. Een langzame en geleidelijke evolutie van de resonantie, waarbij Hyperion gemigreerd zou zijn vanuit een chaotische baan, lijkt volgens theoretische modellen onwaarschijnlijk. Hyperion is waarschijnlijk in een stabiele baan gevormd, waarbij Titan andere objecten die te dichtbij kwamen uit hun baan deed afwijken of deed inslaan op Titan.

## Atmosfeer

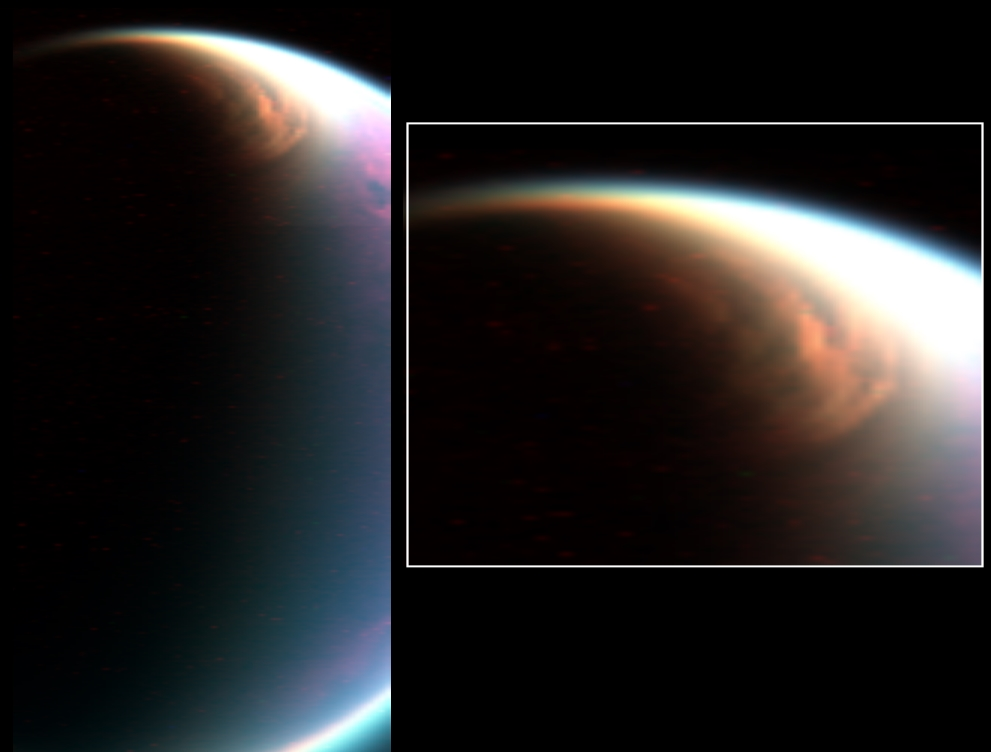
De grote wolk van ethaan en andere koolwaterstoffen in de stratosfeer boven de noordpool

De atmosfeer van Titan is immens en lijkt in de hogere lagen in dynamisch opzicht op die van Venus. Net als bij Venus roteert de atmosfeer sneller rond de maan dan de eigen rotatiesnelheid. Dit noemt men een superroterende atmosfeer. De wind waait er met snelheden tot 400 kilometer per uur. De atmosfeer van Titan vertoont ook weersverschijnselen als onweer en regen, waardoor er aan de polen meren en zeeën van methaan en ethaan zijn ontstaan.
De dikke atmosferische laag rond Titan werd voor het eerst opgemerkt in 1903 door de Spaanse astronoom Josep Comas Solà, die een randverduistering bij Titan vermoedde. Dit vermoeden werd in 1944 definitief bevestigd door Gerard Kuiper, wiens spetrocopische waarnemingen er tevens op leken te wijzen dat de partiële druk van het methaangas ongeveer 100 millibar (10 kilopascal) bedroeg. In de jaren 1970 werd echter vastgesteld dat de hoeveelheid methaan in Titans atmosfeer zeker tien keer zo hoog was, terwijl de druk aan de oppervlakte zeker twee keer zo hoog was, hetgeen betekende dat het methaan slechts een klein deel van Titans atmosfeer kon vormen. Waarnemingen van de Voyager 1 in 1980 bevestigden dat de druk aan de oppervlakte 1,5 bar was en dat het oppervlak geheel aan het zicht werd onttrokken.

### Chemische samenstelling
De samenstelling van Titans atmosfeer is in de stratosfeer 98,4% stikstof en 1,6% methaan en kleine hoeveelheden andere gassen (de zogenaamde spoorgassen): met name koolwaterstoffen, in het bijzonder ethaan en daarnaast vast acetyleen, diacetyleen, propyn, ethyn, vloeibaar propaan, cyanoacetyleen, vast waterstofcyanide, koolstofdioxide, koolstofmonoxide, oxalonitril, argon en helium.
Samen met de 95% stikstof en 5% methaan aan het oppervlak doet dit alles denken aan de Aardse oeratmosfeer met weinig vrije zuurstof. Op Titan zelf komt een overvloed van complexe organische moleculen en nitrilen voor. Carl Sagan voerde daarvoor de verzamelnaam tholines in. Ze ontstaan door wisselwerking van de zonnewind en de ultraviolette straling van de Zon met het methaan en de stikstof in de bovenste atmosfeerlagen. Ethaan-moleculen vormen zich het meest. De ontstane organische moleculen en nitrilen vormen een dikke smoglaag hoog in de atmosfeer. Hier worden ook ingewikkelder chemische verbindingen (mogelijk tholines) gevormd. De diverse koolwaterstoffen in de atmosfeer zijn waarschijnlijk ontstaan uit reacties die plaatshadden nadat het methaan door de ultraviolette straling van de zon eerst was afgebroken. Hierdoor komt Titans atmosfeer vermoedelijk aan zijn karakteristieke oranje kleur.
De dikke atmosferische laag onttrekt het eigenlijke oppervlak van Titan aan het zicht vanuit de ruimte. Cassini's isotopenonderzoek heeft aangetoond dat het stikstof in de atmosfeer afkomstig is van ammoniak uit het inwendige van Titan.

### Magnetisch veld
Titan heeft geen eigen magnetisch veld, en is als gevolg hiervan (vrijwel) direct blootgesteld aan de zonnewind wanneer zij gedurende korte tijd buiten de magnetosfeer van Saturnus treedt (al bleek in 2008 wel dat Titan dan resten van het magnetische veld van Saturnus vasthoudt). De blootstelling aan de zonnewind kan leiden tot ionisatie van sommige moleculen in de bovenste lagen van de atmosfeer, waardoor deze aan de atmosfeer worden onttrokken.
In november 2007 werden sporen gevonden van negatieve ionen in Titans ionosfeer, waarvan de massa ca. 10.000 maal die van waterstof bedroeg. Deze zware ionen vallen vermoedelijk naar beneden en vormen zo een oranje laag. Hoewel de structuur van deze moleculen niet exact bekend is, zijn het vermoedelijk tholines. Deze kunnen de basis vormen voor complexere verbindingen zoals polycyclische aromatische koolwaterstoffen.

### Herkomst methaangas

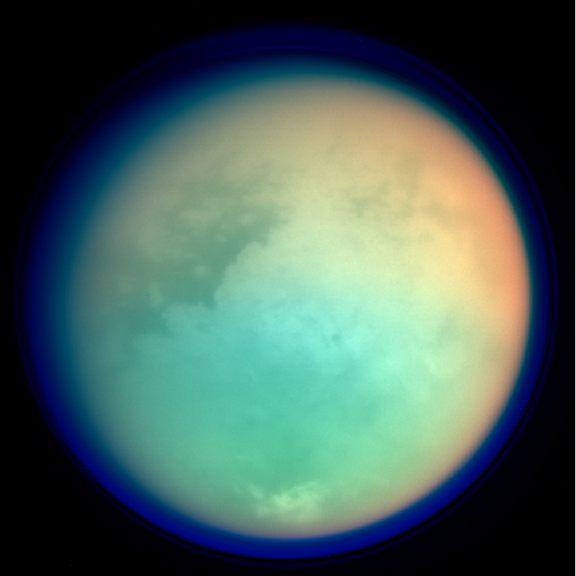
Titan geobserveerd in het infrarood (IR), het oppervlak verschijnt vaag door de smoglaag

Onbekend is waarom Titan 4,6 miljard jaar na zijn ontstaan nog altijd zijn dikke smoglaag van methaan bezit. Het methaan had normaal gesproken circa 50 miljoen jaar na de vorming van Titan uit de atmosfeer verdwenen moeten zijn, doordat het samen met stikstof complexe verbindingen aangaat en wordt omgevormd tot koolwaterstof. De atmosfeer van Titan bevat echter meer dan 1000 keer zoveel methaan als koolstofmonoxide, hetgeen inslagen van kometen als mogelijke bron voor het methaan in feite uitsluit aangezien kometen meer koolstofmonoxide dan methaan bevatten. De hypothese dat de grote hoeveelheid methaan afkomstig zou zijn uit een atmosfeer die tijdens de vorming van Titan werd afgescheiden van de Saturnusnevel lijkt evenmin voor de hand te liggen, aangezien de samenstelling van Titans atmosfeer dan veel meer op een (veronderstelde) zonnenevel zou moeten lijken, met elementen als waterstof en neon. Bovendien "sneeuwen" de smogdeeltjes uiteindelijk neer. Er moet dus op Titan een bron van methaan bestaan, ofwel op het oppervlak, ofwel ondergronds. Vroeger dacht men dat het oppervlak van Titan voor een groot deel of zelfs helemaal oceaan was. Dit blijkt echter niet het geval te zijn.
Het belangrijkste gedeelte van Titans ionosfeer bevindt zich 1200 km boven het oppervlak. Daarnaast komt er op een hoogte van 63 kilometer een extra laag geladen deeltjes voor. De bron van natuurlijke Extremely Low Frequency-golven blijft onduidelijk.
Nadat alle mogelijkheden zijn uitgesloten lijkt de bron van het methaan in het inwendige van Titan te moeten worden gezocht. Vulkanen, methaanbronnen of zelfs door de geringe zwaartekracht hoog opspuitende geisers kunnen het mechanisme verklaren dat methaan laat ontsnappen uit de ondergrond. Methaan zou chemisch of fysisch met waterijs kunnen zijn gebonden, of ook als vrije vloeistof kunnen voorkomen in een poreuze ijskorst of een ijskorst met spleten en grotten. Een andere, meer fantastische mogelijkheid bestaat erin dat het methaan vrijkomt door het metabolisme van Titan-organismen in de inwendige oceaan van water of ammoniak (zie ook Mogelijk leven).

## Oppervlak

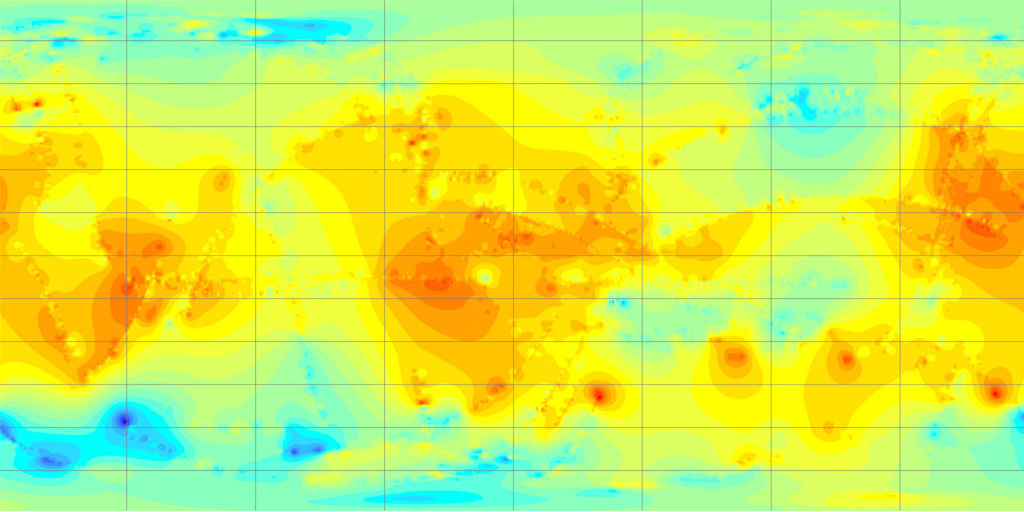
Topografische kaart van Titan

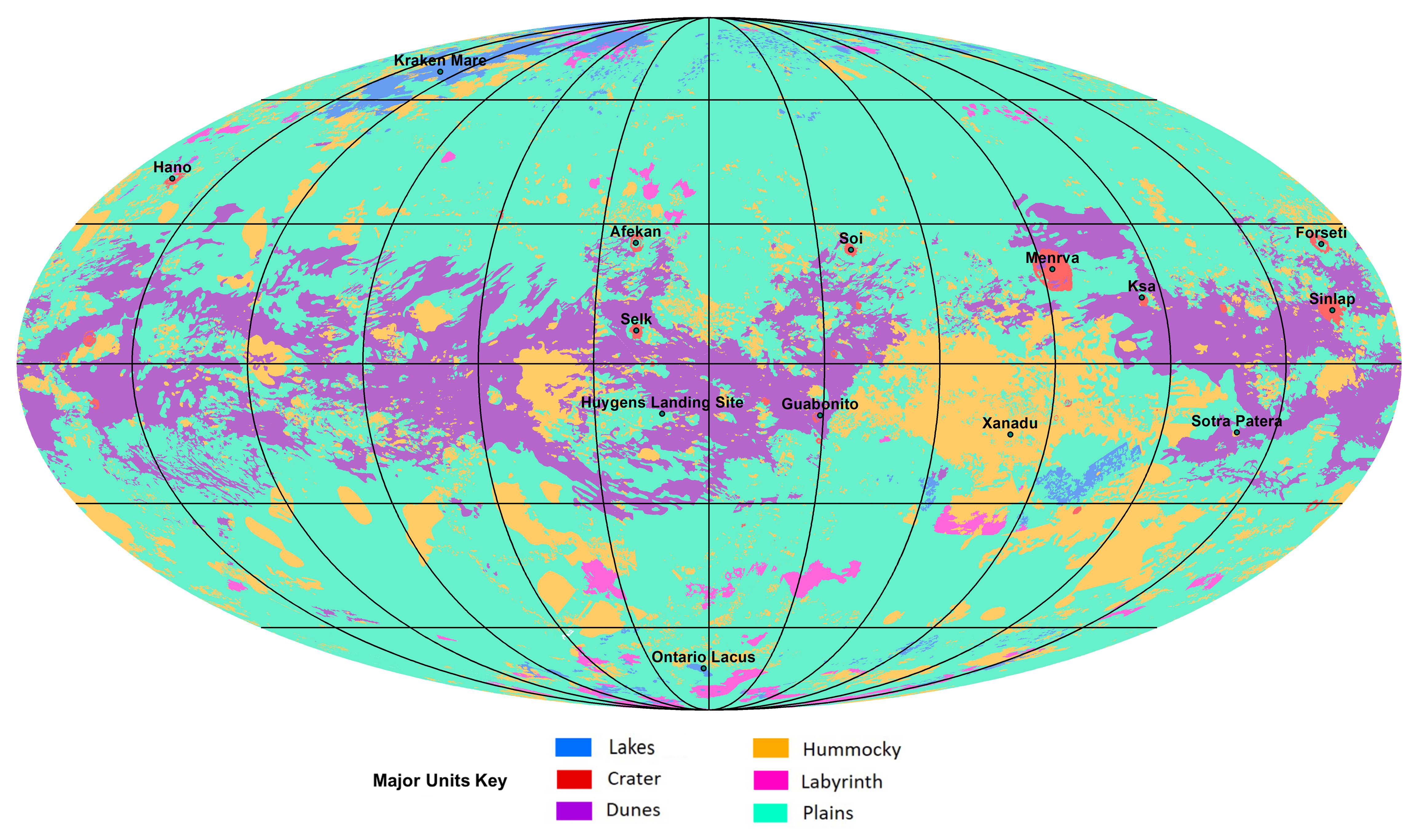
Geologische kaart van Titan

Op Titan zijn enkele grote meren ontdekt die gerekend worden tot de grootste in het zonnestelsel, op die van de Aarde na. Er zijn rivieren, cryo-lavastromen, canyons, vulkanen, vulkanische thermische bronnen mogelijk met geisers, inslagkraters, grote vlakten, bergketens, immense donkere duinengebieden/velden van organisch tholine-waterijszand en heldere gebieden zoals Xanadu, een reflecterend gebied ongeveer zo groot als Australië dat in 1994 werd ontdekt dankzij de infrarode beelden van de ruimtetelescoop Hubble.
Het gebied is kronkelig met zowel heuvels en dalen als kloven. Het wordt bovendien doorsneden door donkere lijnen, mogelijk spleten of richels, hetgeen zou wijzen op tektonische activiteit. Het zouden ook oude kanalen kunnen zijn, indien er op deze plekken ooit een vloeistof heeft gestroomd.

### Meren
Het grootste meer op Titan is 110 kilometer lang en is gevuld met vloeibaar methaan. Er zijn minstens drie grote meren: Kraken Mare (ter grootte van de Kaspische Zee op Aarde), Ligeia Mare en Punga Mare.

### Soorten gebieden
De eerste beelden van Titans oppervlak lieten een zeer afwisselende geologisch beeld zien, met zowel ruwe als effen gebieden. Op planetaire schaal komen er ruwweg twee soorten gebieden voor:
1. Natte, vochtige gebieden, streken en oppervlakten, bedekt met donkergekleurde materie, bestaande uit ijszand of modder, natvochtig door vloeibaar methaan. Dit materiaal is samengeklonterd met tholines, dus gele en zwarte organische polymeren, complexe moleculen en losse brokken vuil ijs. In ditzelfde soort terrein, maar droger, bevinden zich de duinenvelden, vooral rond de evenaar.
De Huygens-ruimtesonde is geland in een dergelijk donker gekleurd, nat gebied. Deze gebieden zijn lager gelegen dan de lichte.
2. Hoger gelegen, lichte gebieden, streken en oppervlakten van licht bevuild vast waterijs dat donkerrood is gekleurd door organisch materiaal en van ammoniakijs, dat is schoongespoeld van "tholins" door methaanregen.

Xanadu, het bekendste lichte gebied, heeft rivierbeddingen die erg goed op de Cassini-radar zichtbaar zijn als lichte strepen. Die radar-helderheid wordt goed verklaard door aan te nemen dat de rivierbeddingen bedekt zijn met een laag ronde ijs-"keien", sommige zo groot als een hoofd, gevormd door erosie van de bedding, door sporadisch voorkomende vloedstromen van methaanvloeistof, als er honderden kilometers stroomopwaarts een wolkbreuk plaatsvindt.
Daarnaast zijn er kleine, geïsoleerde, natte gebieden. Inslagkraters komen naar verhouding weinig voor, dus moeten er processen zoals erosie en cryovulkanisme op het oppervlak plaatsvinden waardoor de kraters worden uitwist of opgevuld met nieuw materiaal. Volgens radarmetingen bedraagt het reliëf op de meeste plekken niet meer dan 150 m, hoewel er bergen van meer dan een kilometer hoog zijn ontdekt.
De hemel en het volledige landschap baden in een oranje schijn. De Zon is enkel zichtbaar als een heldere, bijna puntvormige lichtbron, wanneer ze hoog aan de hemel staat. Indien ze niet dicht bij het zenit staat, onttrekt de oranje nevel ze aan het zicht. De belichting op het oppervlak overdag is te vergelijken met het licht op Aarde, tien minuten na zonsondergang.
Nog een typisch kenmerk zijn de honderden kilometers lange strepen. Deze zijn vermoedelijk veroorzaakt door met de wind mee gevoerde deeltjes, waardoor deze strepen waarschijnlijk (longitudinale) duinen zijn.

### Aanwezige vloeistof
Cassini heeft met behulp van radar de plaats opgemeten van kenmerkende formaties in het terrein. Tussen de metingen bij de aankomst in het stelsel van Saturnus en latere opnamen in 2008 zijn verschillen van 30 km in plaats gemeten. Dit is enkel goed te verklaren door de aanwezigheid van een inwendige oceaan. Onder 50 km ijs zou 250 km oceaan liggen.
Het eerste bewijs voor de aanwezigheid van vloeibaar methaan op Titan kwam in 1995 dankzij waarnemingen van de Hubble-telescoop. Door de Cassini werd in 2004 een donkere plek op Titans zuidpool waargenomen, Ontario Lacus. Achteraf bleek het hier inderdaad om een meer van vloeibaar methaan te gaan. Met behulp van radarbeelden kon tevens worden aangenomen dat er sprake was van een kustlijn. In juli 2006 nam Cassini soortgelijke donkere plekken nabij Titans noordpool waar. In januari 2007 werd definitief bevestigd dat het hier om grote meren van methaan inclusief kanalen ging. In juni 2008 bevestigden waarnemingen van Cassini's spectrometer de aanwezigheid van vloeibaar ethaan in Lacus Ontarius.
Ethaan is vloeibaar bij de oppervlaktedruk en temperatuur van Titan en wordt het meest gevormd. Er zijn geen oceanen van vloeibaar ethaan op het oppervlak, omdat ethaan neerslaat en zich hecht aan de organische aerosols die voortdurend overal op Titan neersneeuwen en die de donkere gebieden op het oppervlak hun karakteristieke bodemsamenstelling geven. Er is wel voldoende vloeibaar ethaan, methaan en propaan beschikbaar om op de winterpool meren en zelfs een paar zeeën te vormen. De exacte samenstelling is de volgende: ethaan (76-79%), propaan (7-8%), methaan (5-10%), waterstofcyanide (2-3%), buteen (1%), butaan (1%) en acetyleen (1%). Dit kon bepaald worden door een thermodynamisch model van de atmosfeer te maken, door theoretische berekeningen, Cassini-waarnemingen en gegevens van laboratoriumproeven te combineren.

### Kraters

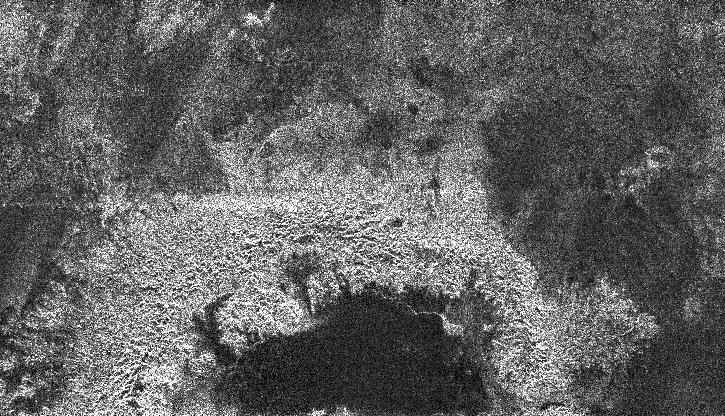
Inslagkrater op Titans oppervlak.

Tot de weinige inslagkraters die zijn waargenomen behoren een 440 km breed bassin met veel ringen dat de naam Menrva heeft gekregen, een ca. 60 km brede krater met platte bodem met de naam Sinlap en een ca. 30 km brede krater met een piek in het midden die de naam Ksa draagt. Van sommige andere cirkelachtige structuren zoals Guabonito is niet zeker of het eveneens inslagkraters zijn.
Vermoed wordt dat het geringe aantal inslagkraters vooral te danken is aan de beschermende werking van Titans atmosfeer.

### Bergen en cryovulkanen

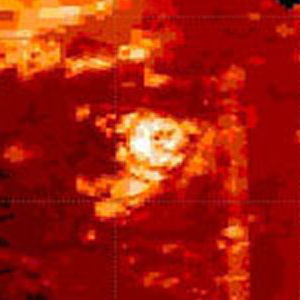
Nabij-infraroodbeeld van Tortola Facula, een mogelijke cryovulkaan op Titan.

Er is geopperd dat de huidige omstandigheden op Titan sterk lijken op die van de jonge Aarde (zie ook Geschiedenis van de Aarde), met als belangrijkste verschil dat de temperatuur veel lager is. Op basis van de in de atmosfeer waargenomen argon wordt vermoed dat de door de vulkanen uitgespuwde "lava" uit een mengsel van water en ammoniak bestaat.
Een van de eerste beelden van Cassini toonde Ganesa Macula, een donkere plek die sterk leek op de zogeheten pancake domes op Venus. De hypothese dat het hier om een cryovulkaan zou gaan werd in december 2008 door de American Geophysical Union weerlegd.
Aangenomen wordt dat het mechanisme dat het vulkanisme op Titan aanstuurt hetzelfde is als dat op Aarde, namelijk radioactief verval. Het vloeibare water onder de ijskorst zou hierbij dezelfde rol kunnen vervullen die magma op Aarde heeft, hetgeen gezien het feit dat ijs een lagere dichtheid heeft dan water echter wel betekent dat er een hoop extra energie nodig is. Deze energie wordt mogelijk opgewekt door de getijdenversnelling die Saturnus veroorzaakt. Een alternatieve verklaring is dat er zich onder de ijskorst een ijslaag met daaronder weer een vloeibare laag ammoniumsulfaat bevindt, en dat dit samen voor een gravitationeel onstabiel systeem zorgt.
In 2006 ontdekte Cassini op het zuidelijk halfrond een bergketen van 150 km lang, 30 km breed en 1.5 km hoog. Deze bergketen bestaat vermoedelijk uit ijsachtig materiaal en is bedekt met methaansneeuw. Hij is mogelijk gevormd uit materiaal dat ontstond toen een gat dat als gevolg van het uiteendrijven van tektonische platen was ontstaan moest worden opgevuld. Meer bergen op Titan zou op deze manier net als op Aarde als gevolg van geologische activiteit kunnen zijn ontstaan.

### Donkere gebieden

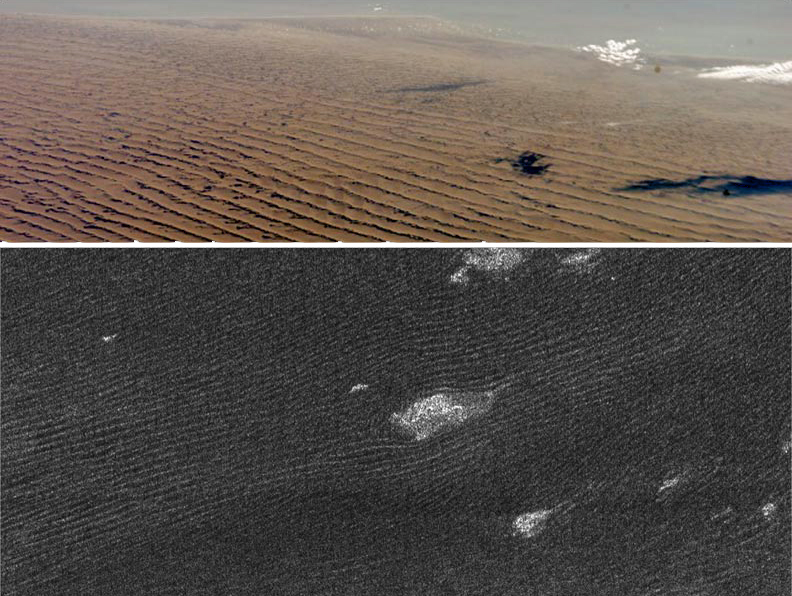
Zandduinen op Aarde (boven), vergeleken met duinen op Titans oppervlak (onder).

Op de eerste beelden van Titans oppervlak waren nabij de evenaar grote donkere plekken te zien. In eerste instantie werd gedacht aan grote hoeveelheden bevroren koolwaterstof. Latere beelden van Cassini lieten zien dat het hier om grote vlakten bedekt met tot 330 meter hoge longitudinale duinen gaat. Dergelijke duinen verkrijgen hun typische vorm als gevolg van bepaalde windrichtingen; in dit geval hebben de duinen op Titan hun vorm gekregen doordat constant van west naar oost gerichte winden voorkomen in combinatie met variabele getijdenwinden. Deze laatste winden zijn vermoedelijk het resultaat van de getijdenkrachten die Saturnus op Titans atmosfeer uitoefent, een kracht die ongeveer 400 keer zo sterk is als de getijdenkracht van de Maan op de Aarde en de winden richting Titans evenaar drijft. De studie van lineaire duinen in China, doet vermoeden dat de cohesie van duinmateriaal (kleverig organisch materiaal) even belangrijk is, als de windrichting, in de instandhouding en creatie van deze duinvormen.
Het zand zelf is mogelijk het product van de erosie van ijs veroorzaakt door hevige methaanregens. Een andere mogelijke verklaring is dat het afkomstig is van als gevolg van fotochemie geproduceerde organische verbindingen in Titans atmosfeer.
In mei 2008 bleek uit gedetailleerd onderzoek dat de duinen minder water bevatten dan de rest van Titan, en dat ze het meest waarschijnlijk zijn gevormd uit samengeklonterd organisch materiaal dat eerst is neergeregend.

## Weer en klimaat
Doordat Titan zo ver van de Zon staat is het er vanzelfsprekend koud, gemiddeld −195 °C. Bij deze temperatuur vindt geen sublimatie van ijs plaats, dus bevat de atmosfeer nagenoeg geen waterdamp. Toch heeft het klimaat van Titan in zeker opzicht veel weg van dat van de Aarde, doordat methaan voor een groot deel dezelfde functies als water op Aarde vervult. Zo vormen zich geregeld methaanwolken – zowel cumuluswolken als stratuswolken – en regent het er af en toe hevig methaan bij onweer op de plaatsen waar de zon loodrecht op de atmosfeer schijnt.
Wolken vormen zich ook bij vulkanische activiteit en bij bergketens, net als op Aarde. Lichte motregen komt veel voor. De temperatuur aan het oppervlak volgt uit het thermisch evenwicht van de zonnestraling. Er is enerzijds sprake van een temperatuurstijging als gevolg van een broeikaseffect dat wordt veroorzaakt door het methaan in de atmosfeer. De smoglaag veroorzaakt echter ook een antibroeikaseffect als gevolg van global dimming, doordat ze het zonlicht weg van het oppervlak naar de ruimte weerkaatst, In september 2006 ontdekte Cassini 40 km boven de noordpool van Titan een wolk. Deze wolk bestond vermoedelijk niet uit methaan maar uit ethaan, aangezien de omvang van de deeltjes 1 tot 3 micrometer bedroeg en ethaan op dergelijke hoogtes kan bevriezen. In december 2006 ontdekte Cassini nog een andere wolk, met een doorsnede van meer dan 2400 km. Deze wolk bestond uit methaan, ethaan en andere organische stoffen en was een maand later nog steeds zichtbaar. Op de noordpool van Titan valt dus vermoedelijk veel regen en/of sneeuw, in de vorm van ethaan of methaan, wanneer het winter is op het noordelijk halfrond. Indien dit inderdaad klopt is er op Titan sprake van een "methanologische cyclus", vergelijkbaar met de waterkringloop op Aarde.
Wanneer de seizoenen op Titan wisselen doordat als gevolg van de veranderde baan van Saturnus het andere halfrond van de maan naar de zon toe wordt gekeerd, is de zuidpool aan de beurt. Hier zal het ethaan gaan condenseren. De regens voeden de waargenomen vloeibare meren of zeeën van methaan en ethaan aan de polen, die tijdens plaatselijke winters veel voorkomen. Boven de winterpool bevindt zich een uitgestrekte wolk in de stratosfeer die naast andere organische moleculen en aerosolen veel ethaan bevat. Ook rond de zomerpool zweven veel wolken en komt dikwijls onweer voor.
Volgens een hypothese ontstaan de wolken boven de zuidpool doordat als gevolg van een verhoogde insolatie tijdens de zomer op Titan in de atmosfeer een verhoogde convectie optreedt, maar dit lijkt in tegenspraak met het feit dat de vorming van de wolken ook in het midden van de lente op Titan optreedt. De grote omvang van de wolken boven de zuidpool kan mogelijk worden verklaard door de aanwezigheid van vloeibaar methaan aldaar.
Op de landingsplek van Huygens bedroeg de relatieve vochtigheid – in dit geval natuurlijk niet van water, maar van methaan – 50 procent.
Tot nu toe is het onbekend of er bliksem in de atmosfeer van Titan kan ontstaan. Als het zou bestaan, is het mogelijk dat het de formatie van organische moleculen kan katalyseren. Metingen van Cassini hebben geen bijzonder signaal van bliksem ontdekt. Echter sluit dit niet het bestaan van bliksem uit; alleen als er bliksem in de atmosfeer van Titan is, is het te zwak om en duidelijk signaal te meten. Nieuwe computersimulaties hebben aangetond dat zich onder bepaalde voorwaarden streamerontladingen kunnen vormen die de eerste stap voor bliksem vormen.
Vertrekkend van metingen van windsnelheden door Huygens tijdens zijn afdaling zijn simulaties van globale windpatronen berekend. Die doen vermoeden dat Titans atmosfeer rondwentelt in één enkele enorme Hadleycel. Warme lucht stijgt op in Titans zuidelijk halfrond – dat was het zomerhalfrond tijdens de afdaling van Huygens – en daalt in het noordelijk halfrond. Dit leidt tot luchtstromen op grote hoogte van zuid naar noord en luchtstromen op geringe hoogte van noord naar zuid. Zo'n enkele Hadleycel is enkel mogelijk op een traag roterende wereld zoals Titan. Alleen dan is de corioliskracht verwaarloosbaar.
De circulatiecel van wind tussen de polen blijkt gecentreerd te zijn in de stratosfeer. Simulaties doen vermoeden, dat die elke 12 jaar van draairichting verandert, met een overgangsperiode van drie jaar, over de loop van een Titanjaar (30 aardse jaren). Die cel veroorzaakt een enkel lagedrukgebied aan het oppervlak in het zomerhalfrond, dat is eigenlijk een variatie van de aardse Intertropische convergentiezone (ITCZ). Verschillend van de Aarde echter, waar de oceanen de ITCZ tot de tropen beperken, drijft op Titan de gordel de wind aan van één pool naar de andere en voert methaan regenwolken mee. Dit betekent dat op Titan, ondanks de lage temperaturen, eigenlijk een tropisch klimaat heerst als gevolg van een proces dat vergelijkbaar is met het broeikaseffect op Aarde.

## Waarneming en verkenning
Titan kan vanaf de aarde alleen worden waargenomen met behulp van sterke telescopen. Voor amateurwaarnemers kan dit lastig zijn, omdat Titan dicht bij het heldere ringenstelsel van Saturnus staat. Titan heeft een maximale schijnbare helderheid (magnitude) van +8,2. Ter vergelijking: de ongeveer even grote maan Ganymedes van Jupiter heeft een magnitude van +4,6. Vóór het ruimtevaarttijdperk waren waarnemingen van Titan beperkt. In 1907 observeerde de sterrenkundige Josep Comas i Solà een randverduistering van Titan: het eerste bewijs dat de maan een atmosfeer heeft. In 1944 gebruikte Gerard Kuiper een spectroscopische techniek waarmee hij methaan in de atmosfeer van Titan aantoonde.

### PioneerenVoyager

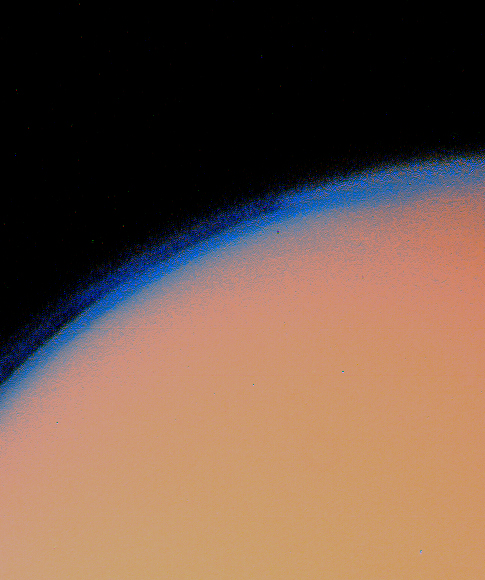
Atmosfeer van Titan, vastgelegd door Voyager 1 in 1980

De eerste sonde die het stelsel van Saturnus bezocht was Pioneer 11 in 1979. De metingen wezen uit dat Titan waarschijnlijk te koud was om huidig leven mogelijk te maken. Pioneer maakte verschillende opnamen van Titan, onder andere samen met Saturnus. De beeldkwaliteit werd al snel overtroffen door de twee Voyager-sondes die de jaren erna langs zouden komen.
Titan werd onderzocht door zowel Voyager 1 (1980) als Voyager 2 (1981). De koers van Voyager 1 was zo gekozen dat een optimale flyby langs Titan mogelijk was. Tijdens deze passage kon de sonde de dichtheid, samenstelling en temperatuur van de atmosfeer bepalen, en de massa van Titan zeer nauwkeurig meten. Door de dikke oranje nevel kon de camera geen direct zicht krijgen op het oppervlak. Toch wist men via speciale filters en latere beeldbewerking vage patronen te zien, waaronder twee opvallende gebieden die later Xanadu en Shangri-la zouden heten. Voyager 2 vloog een jaar later langs Saturnus, maar ging niet dicht bij Titan langs: hij nam een andere route zodat hij door kon reizen naar Uranus en Neptunus.

### Cassini–Huygens
De Cassini-Huygens arriveerde op 1 juli 2004 bij Saturnus en begon met het in kaart brengen van Titan’s oppervlak via radar. De missie was een gezamenlijke project van de Europese ruimteagenschap ESA en de Amerikaanse NASA. Cassini was een ruimtesonde die in een baan rond Saturnus ging en jarenlang het hele stelsel in detail in kaart bracht. Huygens was een door de ESA ontworpen maanlander die speciaal was gemaakt om op Titan neer te komen. Cassini-Huygens geldt als een van de succesvolste missies uit de geschiedenis van de ruimtevaart, omdat ze veel langer operationeel bleef dan verwacht en men een aantal baanbrekende ontdekkingen deed.
In 2004 arriveerde Cassini bij Saturnus. Vanaf dat moment vloog hij regelmatig langs Titan, waarbij hij radar gebruikte om door de dichte, oranje nevel van de atmosfeer heen te kijken. De dichtste nadering vond plaats op 21 juni 2010 op slechts 880 km. Metingen tijdens deze passages maakte duidelijk dat Titan meren en zeeën van vloeibare koolwaterstoffen heeft, vooral rond de noordpool.

#### Landing vanHuygens
Op 25 december 2004 liet Cassini de Huygens-lander los, en deze reisde ruim drie weken zelfstandig naar Titan. Op 14 januari 2005 kwam hij de bovenste lagen van Titans atmosfeer binnen, met een snelheid van zo’n 6 km/s. Huygens kwam binnen in een dichte, oranje nevel. Drie parachutes werden in fases na elkaar geopend om hem geleidelijk af te remmen. Tijdens de afdaling (ongeveer 2,5 uur) namen de instrumenten aan boord voortdurend metingen om de temperatuur, luchtdruk en samenstelling van de atmosfeer te registreren. Uit camera-opnamen kwamen kustlijnen, rivierachtige kanalen en eilandvormen in beeld. De geologie was verrassend complex en deed sterk denken aan die van de Aarde.
Huygens was tot minimale snelheden afgeremd en landde relatief zacht, waarschijnlijk in een soort bevroren modder van waterijs en koolwaterstoffen. Het oppervlak leek bedekt met kiezels van ijs, gladgesleten door vloeibare methaanstromen. De temperatuur was rond de −179 °C. Na de landing bleef Huygens nog ruim 72 minuten data sturen naar Cassini, tot het contact door de baanbeweging van Cassini werd verbroken.
Titan is het verst van de aarde gelegen hemellichaam waarop ooit een ruimtevaartuig is geland.

### Voorgestelde missies
Zowel in Europa als in de Verenigde Staten dachten de ESA, NASA, universiteiten, bedrijven en onderzoeksinstellingen over opvolgers voor Cassini-Huygens. Goede kandidaten zowel technisch als wetenschappelijk gezien zijn een helikopter of een zeppelin, waarbij verschillende interessante plaatsen op het oppervlak nader bestudeerd kunnen worden en grote gebieden bestreken kunnen worden.
NASA en ESA dachten ook na over de mogelijkheid een gezamenlijke ballonmissie te bouwen en uit te voeren, die technisch eenvoudiger en dus goedkoper is, maar minder verkenningsmogelijkheden biedt dan een zeppelin of een helikopter. Het gemeenschappelijk ESA-NASA project heette TSSM (Titan Saturn System Mission) (ex-TANDEM, ex-Titan Explorer). Dit project kwam niet verder dan de studiefase.
TSSM zou één ballon omvatten (levensduur zes maanden) en één vlotter met een korte levensduur (enkele uren) om neer te plonzen op de Krakenzee aan de Noordpool. TSSM zou ook een orbiter omvatten die in een polaire baan om meer te weten te moest komen over de atmosfeer, de ionosfeer en over het oppervlak. Men dacht op die manier het oppervlak volledig in kaart te kunnen brengen.
De Titan Mare Explorer (TiME) is voorgesteld als een alternatief, minder duur project, dat dus eerder gelanceerd kan worden (al vanaf 2016, met aankomst in 2023). De bedoeling is dat een plonslanding wordt uitgevoerd in de Ligeiazee (de Ligeiazee heeft een afmeting van ongeveer 500 bij 500 km), met als back-up-landingsgebied de Krakenzee. De vlotter-lander zou de diepte en de samenstelling van deze zee meten, alsook metingen doen van de kustlijn en de atmosfeer boven de zee. Deze lander zou geen motorvoortstuwing op zee meekrijgen maar bewegen met de wind en de zeestromingen. Het is mogelijk dat het TiME-project dat onder evaluatie is, uiteindelijk versmolten wordt met TSSM en de Titan-lander van TSSM.
De Titan Aerial Daughtercraft, die werd ontwikkeld door NASA's Innovative Advanced Concepts programma (NIAC), had als doel een kleine quadcopter-drone en een moederschip naar Titan te sturen. De drone zou boven het Titan oppervlak vliegen en zo nodig bodemmonsters nemen. Deze zouden dan terug naar het moederschip gebracht worden voor analyse, want de quadcopter-drone zou op accu's werken. Als deze bijna leeg zouden zijn, zou de drone terugkeren naar het moederschip om op te laden, waarna hij zijn missie zal verderzetten. Dit proces zou volledig automatisch lopen. Op geregelde tijdstippen moest de drone zijn data doorzenden naar het moederschip dat dan op haar beurt de gegevens zou doorsturen naar de Aarde.

### Dragonfly
Dragonfly is het eerste post-Cassini-concept dat daadwerkelijk ten uitvoer zal worden gebracht en borduurt voort op elementen van de bovengenoemde studies.
In juli 2028 zal NASA de Dragonfly lanceren met een gravity assist rond de Aarde om genoeg snelheid te halen om tot aan Saturnus te geraken. Dit is een autonoom vliegende nucleaire drone die in 2034 aankomt op Titan en daar kan landen en vliegen. De missie werd op 27 juni 2019 aangekondigd en wordt ontwikkeld en uitgevoerd onder het New Frontiers-programma door het Johns Hopkins Applied Physics Laboratory. Om diverse redenen is deze missie echter twee jaar verzet, waardoor de lancering pas in juli 2028 plaats zal vinden.

## Mogelijk leven

### Prebiotische condities

Vergelijking tussen de atmosfeer van Titan en van de Aarde

Voor het ontstaan en de evolutie van levensvormen lijken ten minste drie voorwaarden noodzakelijk: (1) aanwezigheid van energie, bijvoorbeeld door vulkanische hitte of blikseminslagen; (2) aanwezigheid van organische moleculen gebaseerd op koolstof; en (3) de aanwezigheid van vloeibare materie als medium voor reacties. Op Titan zijn deze drie wezenlijke voorwaarden vervuld. Titan is door deze unieke omstandigheden een belangrijk onderwerp binnen de astrobiologie; het hemellichaam vormt vermoedelijk één groot laboratorium van prebiotische chemie.
Water is de vloeistof die door het leven op Aarde wordt gebruikt als oplosmiddel, maar op Titan lijkt ammoniak de beste kandidaat. Water en ammoniak in vloeibare vorm komen op het oppervlak van Titan enkel tijdelijk voor: bij grote meteorietinslagen en in vulkanische zones en ook in een uitgestrekte ondergrondse oceaan. Toch is dit voldoende om interessante reacties te veroorzaken met organische moleculen als koolwaterstoffen, nitrilen en tholinen, waarmee het volledig oppervlak bezaaid ligt. Deze moleculen en aerosols sneeuwen en regenen continu vanuit de wolken en de planetaire smoglaag.

### Ondergrondse leefomgevingen
Radarobservaties door de Cassini-ruimtesonde en metingen van radiogolven wijzen op een ondergrondse oceaan van water en ammoniak. Dergelijke ondergrondse omgevingen zouden in principe een goed medium kunnen zijn voor prebiotische reacties. Voor het in stand houden van levensprocessen onder het oppervlak van Titan, zou een uitwisseling moeten plaatsvinden van organische stoffen en energie tussen de binnenste en buitenste lagen.
Metingen van Cassini gecombineerd met waarden berekend in theoretische modellen suggereren dat er naast de opwaartse flux van waterstof (ontsnapping naar de ruimte) ook een neerwaarste netto flux is van waterstof. Er verdwijnt dus waterstof aan het oppervlak. Bovendien is acetyleen afwezig (waarnemingen van de Huygens-sonde) terwijl dit, volgens de theorie, erg veel zou moeten voorkomen aan het oppervlak. Ethaan is ook minder aanwezig dan men zou verwachten. Biologische activiteit van levende wezens zou dit alles kunnen verklaren, hoewel ook een niet-biologische oorsprong van deze waarnemingen mogelijk is.
Ten slotte zijn er ook modellen gemaakt over de mogelijkheid van leven in de methaanzeeën op het oppervlak van Titan. Dergelijke organismen zouden waterstof (H2) kunnen inademen in plaats van O2, en dit metaboliseren met acetyleen in plaats van glucose. Methaan zou daarbij worden uitgeademd in plaats van kooldioxide. Hoewel deze stofwisselingsroute theoretisch mogelijk is, zouden deze hypothetische organismen hun energiehuishouding moeten laten werken bij een bijna onvoorstelbaar lage temperatuur van −179 °C (94,0 K).

### Obstakels
Hoewel er vele scenario's denkbaar zijn over mogelijke biologische processen op Titan, bestaan er aanzienlijke obstakels voor het ontstaan of bestaan van leven. Elke vergelijking met de Aarde gaat maar ten dele op. Door de enorme afstand tot de zon is Titan ijskoud, en de atmosfeer bevat geen CO2 of waterdamp. Op het oppervlak van Titan komt water alleen voor in vaste vorm. Mede door deze extreme omstandigheden zijn planeetwetenschappers verdeeld over de vraag of Titan een werkelijke woonplek is voor leven. Wel zijn onderzoekers het erover eens dat Titan een unieke omgeving biedt om hypotheses te toetsen over de omstandigheden die voorafgingen aan het ontstaan van leven op aarde.

### Toekomstige condities
In de zeer verre toekomst zou Titan weleens een geschiktere plek voor leven dan nu kunnen zijn. Tegen de tijd dat de zon in een rode reus zal zijn veranderd, kan de temperatuur aan Titans oppervlak zijn gestegen tot −70 °C. Bij deze temperatuur kunnen stabiele oceanen aan het oppervlak voorkomen, bestaande uit een mengsel van water en ammoniak. Naarmate de zon minder ultraviolette straling uitzendt, zal de nevel in de bovenste lagen van Titans atmosfeer verdwijnen. Hierdoor zal het antibroeikaseffect afnemen, terwijl atmosferisch methaan het broeikaseffect juist zal versterken. Het aldus ontstane klimaat zou gedurende enkele honderden miljoenen jaren wellicht allerlei levensvormen kunnen huisvesten.